# Jiří Stránský
Jiří Stránský, né le 12 août 1931 à Prague et mort le 29 mai 2019, est un traducteur, écrivain et dramaturge tchèque. 
Défenseur des droits de l'homme, il fut prisonnier politique sous le régime communiste. 

## Biographie
Jiří Stránský est le petit-fils du politicien tchécoslovaque Jan Malypetr.
Arrêté en 1953 par les autorités communistes tchécoslovaques et condamné à huit ans de travaux forcés pour « trahison », Jiří Stránský fut libéré en 1960. En 1974, il fut à nouveau traduit en justice sous des allégations de détournement de fonds ; condamné à 3,5 ans de réclusion, il fut libéré après un an et demi. Pendant sa détention, il fit la connaissance de plusieurs écrivains catholiques, ce qui l'encouragea à se lancer dans l'écriture.
Après la chute du régime communiste, Jiří Stránský contribua à titre d'auteur au Fonds littéraire tchèque et fut directeur de sa section internationale. En 1992, il fut élu président de la section tchèque du PEN club international. Il fut aussi président du conseil de la Bibliothèque nationale de 1995 à 1998.
Jiří Stránský est l'un des signataires fondateurs de la Déclaration de Prague sur la conscience européenne et le communisme.

## Travaux
- Za plotem, psáno ve vězení (1953–1960), publié en 1999
- Štěstí, 1969, dont la plupart des exemplaires ont été confisqués et détruits par les autorités communistes, publié en 1990
- Zdivočelá země, 1970, porté à l'écran en 1997
- Aukce, 1997, suivi de Zdivočelé země, 1989
- Přelet, 2001
- Povídačky pro moje slunce, 2002
- Tichá pošta, 2002
- Povídačky pro Klárku, 2004
- Perlorodky, 2005
- Srdcerváč, 2005
- Stařec a smrt, 2007

### Nouvelles
- Náhoda, 1976
- Vánoce, 1976
- Přelet, 1976
- Oblouk, 2009 – roman générationnel
- Dopisy bez hranic (Lasica, Stránský), 2010
- Tóny, 2012 – nouvelle

### Films inspirés par ses travaux
- Bumerang, 1996, de Hynek Bočan
- Zdivočelá země, 1997
- Zdivočelá země, série 1997–2001, de Hynek Bočan
- Uniforma, 2001, de Hynek Bočan
- Žabák, 2001, de Hynek Bočan
- Kousek nebe, 2005, de Petr Nikolaev

## Prix
- 2015 : chevalier de la culture tchèque – prix et titre accordés par le ministère de la Culture (remis par le ministre de la Culture, Daniel Herman)[3]
- Prix Arnošt Lustig 2015
- Médaille de l'Ordre du mérite tchèque
- Décoré de la Médaille Artis Bohemiae Amicis le 10 octobre 2011
- Récipiendaire du Prix Karel Čapek (de) en 2006
- Prix du premier juin
- Nommé membre de l'Ordre du Loup d'argent en 2011
- Récipiendaire du prix Mémoire de la nation en 2013 Memory of Nation Award